# 山内泰二
山内泰二（やまのうち たいじ、1933年 - ）は、日本の物理学者。

## 来歴・人物
幼少時は、トモエ学園で学んだ。この当時の同級生のひとりに黒柳徹子がおり、『窓ぎわのトットちゃん』ではエピソードが多く登場している。
東京教育大学理学部物理科の第1回卒業生であり、ノーベル物理学賞受賞者の朝永振一郎に学び、同大学院修士課程を修了する。フルブライト交換学生でアメリカ合衆国へ渡り、5年後にロチェスター大学で博士号を取得する。
高エネルギー実験物理の研究者であり、イリノイ州のフェルミ国立加速器研究所 (FNAL) の副所長・物理部長を務める。1980年から2002年まで、各研究室の調整を行うPPO (Program Planning Office) の長を務めた（ただし、CDF実験担当の1986年を除く）。
1977年に5番目のボトムクォークであるウプシロン中間子を発見し、これにより1983年に仁科記念賞を受賞した。